# Подкат (радиолокационная станция)
Подкат (МР-350) — двухкоординатная российская специализированная радиолокационная станция обнаружения низколетящих целей. Сканирование по азимуту — электромеханическое.

## История
Был разработан НПО «Квант» по решению Комиссии Президиума Совета Министров СССР по военно-промышленным вопросам
Разработана специально для обнаружения низколетящих целей (в первую очередь — противокорабельных крылатых ракет) в сложной помеховой обстановке в связи с недостаточной эффективностью обнаружения этих целей обзорными РЛС типа «Восход».
В апреле 1982 года комплекс прошел государственные испытания на ТАКР «Новороссийск» районах боевой подготовки Черноморского флота.

## Конструкция
Когерентно-импульсная доплеровская РЛС с узконаправленным (десятые доли градуса) лучом и стабилизацией антенного поста.
Антенный пост представляет собой две соединённые тыльными сторонами параболические антенны на одной оси. Спаренная антенна применена для увеличения скорости обновления информации.

## Установки на кораблях
- БПК проекта 1155 [4]

- БПК проекта 1155.1
- ТАРКР "Пётр Великий"